# Domiporta filaris
Domiporta filaris is een slakkensoort uit de familie  Mitridae. De wetenschappelijke naam werd in 1777 gepubliceerd door Carl Linnaeus.